# Station Köflach
Station Köflach is een spoorwegstation in de stad Köflach in de Oostenrijkse deelstaat Stiermarken.